# Selección femenina de fútbol sub-20 de Kazajistán
La selección femenina de fútbol sub-20 de Kazajistán es el equipo representativo de dicho país en las competiciones oficiales. Su organización está a cargo de la Unión de Fútbol de Kazajistán, miembro de la UEFA y la FIFA.

## Estadísticas

### Copa Mundial Femenina de Fútbol Sub-20
| Año                     | Fase            | Posición        | PJ              | PG              | PE              | PP              | GF              | GC              |             |
| ----------------------- | --------------- | --------------- | --------------- | --------------- | --------------- | --------------- | --------------- | --------------- | ----------- |
| Canadá 2002             | No se clasificó | No se clasificó | No se clasificó | No se clasificó | No se clasificó | No se clasificó | No se clasificó | No se clasificó |             |
| Tailandia 2004          | No se clasificó | No se clasificó | No se clasificó | No se clasificó | No se clasificó | No se clasificó | No se clasificó | No se clasificó |             |
| Rusia 2006              | No se clasificó | No se clasificó | No se clasificó | No se clasificó | No se clasificó | No se clasificó | No se clasificó | No se clasificó |             |
| Chile 2008              | No se clasificó | No se clasificó | No se clasificó | No se clasificó | No se clasificó | No se clasificó | No se clasificó | No se clasificó |             |
| Alemania 2010           | No se clasificó | No se clasificó | No se clasificó | No se clasificó | No se clasificó | No se clasificó | No se clasificó | No se clasificó |             |
| Japón 2012              | No se clasificó | No se clasificó | No se clasificó | No se clasificó | No se clasificó | No se clasificó | No se clasificó | No se clasificó |             |
| Canadá 2014             | No se clasificó | No se clasificó | No se clasificó | No se clasificó | No se clasificó | No se clasificó | No se clasificó | No se clasificó |             |
| Papúa Nueva Guinea 2016 | No se clasificó | No se clasificó | No se clasificó | No se clasificó | No se clasificó | No se clasificó | No se clasificó | No se clasificó |             |
| Francia 2018            | No se clasificó | No se clasificó | No se clasificó | No se clasificó | No se clasificó | No se clasificó | No se clasificó | No se clasificó |             |
| Costa Rica 2022         | No se clasificó | No se clasificó | No se clasificó | No se clasificó | No se clasificó | No se clasificó | No se clasificó | No se clasificó |             |
| Colombia 2024           | No se clasificó | No se clasificó | No se clasificó | No se clasificó | No se clasificó | No se clasificó | No se clasificó | No se clasificó |             |
| Polonia 2026            | Por definir     | Por definir     | Por definir     | Por definir     | Por definir     | Por definir     | Por definir     | Por definir     | Por definir |

### Campeonato Europeo Femenino Sub-19 de la UEFA
| Año                                           | Fase                | Posición            | PJ                  | PG                  | PE                  | PP                  | GF                  | GC                  |
| --------------------------------------------- | ------------------- | ------------------- | ------------------- | ------------------- | ------------------- | ------------------- | ------------------- | ------------------- |
| Campeonato Europeo Femenino Sub-18 de la UEFA |                     |                     |                     |                     |                     |                     |                     |                     |
| 1998                                          | Pertenecía a la AFC | Pertenecía a la AFC | Pertenecía a la AFC | Pertenecía a la AFC | Pertenecía a la AFC | Pertenecía a la AFC | Pertenecía a la AFC | Pertenecía a la AFC |
| 1999                                          | Pertenecía a la AFC | Pertenecía a la AFC | Pertenecía a la AFC | Pertenecía a la AFC | Pertenecía a la AFC | Pertenecía a la AFC | Pertenecía a la AFC | Pertenecía a la AFC |
| 2000                                          | Pertenecía a la AFC | Pertenecía a la AFC | Pertenecía a la AFC | Pertenecía a la AFC | Pertenecía a la AFC | Pertenecía a la AFC | Pertenecía a la AFC | Pertenecía a la AFC |
| 2001                                          | Pertenecía a la AFC | Pertenecía a la AFC | Pertenecía a la AFC | Pertenecía a la AFC | Pertenecía a la AFC | Pertenecía a la AFC | Pertenecía a la AFC | Pertenecía a la AFC |
| Campeonato Europeo Femenino Sub-19 de la UEFA |                     |                     |                     |                     |                     |                     |                     |                     |
| 2002                                          | No participó        | No participó        | No participó        | No participó        | No participó        | No participó        | No participó        | No participó        |
| 2003                                          | No participó        | No participó        | No participó        | No participó        | No participó        | No participó        | No participó        | No participó        |
| 2004                                          | No participó        | No participó        | No participó        | No participó        | No participó        | No participó        | No participó        | No participó        |
| 2005                                          | No se clasificó     | No se clasificó     | No se clasificó     | No se clasificó     | No se clasificó     | No se clasificó     | No se clasificó     | No se clasificó     |
| 2006                                          | No se clasificó     | No se clasificó     | No se clasificó     | No se clasificó     | No se clasificó     | No se clasificó     | No se clasificó     | No se clasificó     |
| 2007                                          | No se clasificó     | No se clasificó     | No se clasificó     | No se clasificó     | No se clasificó     | No se clasificó     | No se clasificó     | No se clasificó     |
| 2008                                          | No se clasificó     | No se clasificó     | No se clasificó     | No se clasificó     | No se clasificó     | No se clasificó     | No se clasificó     | No se clasificó     |
| 2009                                          | No se clasificó     | No se clasificó     | No se clasificó     | No se clasificó     | No se clasificó     | No se clasificó     | No se clasificó     | No se clasificó     |
| 2010                                          | No se clasificó     | No se clasificó     | No se clasificó     | No se clasificó     | No se clasificó     | No se clasificó     | No se clasificó     | No se clasificó     |
| 2011                                          | No se clasificó     | No se clasificó     | No se clasificó     | No se clasificó     | No se clasificó     | No se clasificó     | No se clasificó     | No se clasificó     |
| 2012                                          | No se clasificó     | No se clasificó     | No se clasificó     | No se clasificó     | No se clasificó     | No se clasificó     | No se clasificó     | No se clasificó     |
| 2013                                          | No se clasificó     | No se clasificó     | No se clasificó     | No se clasificó     | No se clasificó     | No se clasificó     | No se clasificó     | No se clasificó     |
| 2014                                          | No se clasificó     | No se clasificó     | No se clasificó     | No se clasificó     | No se clasificó     | No se clasificó     | No se clasificó     | No se clasificó     |
| 2015                                          | No se clasificó     | No se clasificó     | No se clasificó     | No se clasificó     | No se clasificó     | No se clasificó     | No se clasificó     | No se clasificó     |
| 2016                                          | No se clasificó     | No se clasificó     | No se clasificó     | No se clasificó     | No se clasificó     | No se clasificó     | No se clasificó     | No se clasificó     |
| 2017                                          | No se clasificó     | No se clasificó     | No se clasificó     | No se clasificó     | No se clasificó     | No se clasificó     | No se clasificó     | No se clasificó     |
| 2018                                          | No se clasificó     | No se clasificó     | No se clasificó     | No se clasificó     | No se clasificó     | No se clasificó     | No se clasificó     | No se clasificó     |
| 2019                                          | No se clasificó     | No se clasificó     | No se clasificó     | No se clasificó     | No se clasificó     | No se clasificó     | No se clasificó     | No se clasificó     |
| 2022                                          | No se clasificó     | No se clasificó     | No se clasificó     | No se clasificó     | No se clasificó     | No se clasificó     | No se clasificó     | No se clasificó     |
| 2023                                          | No se clasificó     | No se clasificó     | No se clasificó     | No se clasificó     | No se clasificó     | No se clasificó     | No se clasificó     | No se clasificó     |
| 2024                                          | Por definir         | Por definir         | Por definir         | Por definir         | Por definir         | Por definir         | Por definir         | Por definir         |
| 2025                                          | Por definir         | Por definir         | Por definir         | Por definir         | Por definir         | Por definir         | Por definir         | Por definir         |